# Saint-François (Guadeloupe)
Pour les articles homonymes, voir Saint-François.
Saint-François (en créole guadeloupéen : Senfwanswa) est une commune française, située dans le département de la Guadeloupe. Municipalité d'environ 13 000 habitants, l'économie de Saint-François est orientée avant tout vers les activités balnéaires (grâce à ses plages et aux activités nautiques) et touristiques soutenues par un réseau hôtelier développé. Par ailleurs, la commune accueille le deuxième port de pêche de l'archipel et développe une importante agriculture maraîchère pour la consommation locale.

## Géographie

### Localisation

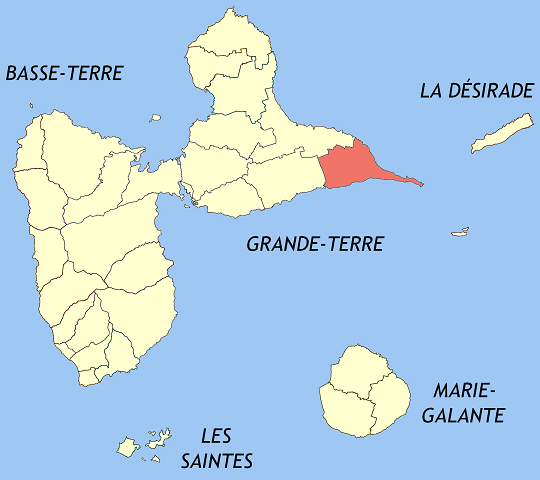
En rouge le territoire communal de Saint-François.

De 61 km2 de superficie totale, la commune de Saint-François occupe la pointe sud-est de la Grande-Terre qui fait face à la Désirade et aux Îles de la Petite-Terre. Ses plages sont protégées des courants de l'Atlantique par une barrière de corail.
L'agglomération d'origine était entourée de halliers (enchevêtrement de buissons serrés et touffus, d'un accès difficile) et infestée par les marais. Le relief est quasiment plat et le climat sec et chaud ; la commune est en permanence balayée par les alizés. De la faible pluviométrie découle un paysage à l'aspect semi désertique durant la période du carême.
|             | Le Moule         |                  |
| Sainte-Anne | Saint-François   | Océan Atlantique |
|             | Océan Atlantique |                  |

## Urbanisme

### Typologie
Saint-François est une commune urbaine, car elle fait partie des communes denses ou de densité intermédiaire, au sens de la grille communale de densité de l'Insee,,,. Elle appartient à l'unité urbaine de Pointe-à-Pitre-Les Abymes, une agglomération intra-départementale regroupant 11 communes et 252 132 habitants en 2022, dont elle fait partie de la banlieue,.
Par ailleurs la commune fait partie de l'aire d'attraction des Abymes, dont elle est une commune de la couronne. Cette aire, qui regroupe 18 communes, est catégorisée dans les aires de 200 000 à moins de 700 000 habitants,.
La commune, bordée par l'Océan Atlantique à l'est et au sud, est également une commune littorale au sens de la loi du 3 janvier 1986, dite loi littoral. Des dispositions spécifiques d’urbanisme s’y appliquent dès lors afin de préserver les espaces naturels, les sites, les paysages et l’équilibre écologique du littoral, par exemple le principe d'inconstructibilité, en dehors des espaces urbanisés, sur la bande littorale des 100 mètres, ou plus si le plan local d’urbanisme le prévoit,.

### Lieux-dits, hameaux et écarts
Les lieux-dits de Saint-François sont : Anse-à-la-Barque, Anse-à-l'Eau, la Baie Olive, la Baie Palmiste, Bel-arbre, Belle-Allée, Belloc, Bessot, Blonval, Bien-Désirée, Bois-de-Vipart, Bragelogne, Cayenne, Celcourt, Chabot, Chassaing, Cocoyer, la Coulée, Corot, Daube, Desbonnes, Desvarieux, Dubédou, Favreau, Fontin, Les Galets, Gorot, Kahouanne, Labarthe, le Maud-Huy, May, Meudon, Monplaisir, Pradel, Pombiray, Les Raisins Clairs, Renéville, Richeplaine-Aleaune, Roche, Saint-Charles, Saint-Jaques, Sainte-Marthe, Sèze, La Simonière et Zamy.

## Histoire
Pour un article plus général, voir Histoire de la Guadeloupe.

De g. à d., Helmut Schmidt, James Callaghan, Jimmy Carter et Valéry Giscard d'Estaing à l'habitation le Maud'Huy le 5 janvier 1979 lors de la conférence de la Guadeloupe.

Des fouilles archéologiques effectuées, depuis 1995, à l'Anse à la Gourde, ont confirmé la présence d'Amérindiens (Arawaks puis Caraïbes), entre 300 et 1400 après J.C.
On dénombre 4 570 habitants en 1790 ; le coton occupe alors la majeure partie des surfaces cultivables détenues par des Petits Blancs qui emploient un nombre élevé d'esclaves (4,3% de la population totale de la colonie). Sous la Restauration, 36 manufactures de sucre, 41 moulins, dont 30 à vent, occupent la moitié de la surface agricole. L'autre moitié est consacrée à la culture du coton avec 70 manufactures, ainsi qu'aux vivres et au manioc avec 8 manufactures. Puis la vocation sucrière de la commune s'affirme au détriment de celle du coton, avec notamment la plantation Sainte-Marthe (famille Pauvert).
La ville se développe dans la seconde moitié du XXe siècle : hôtels, marina, casino, golf et aérodrome international, la faisant passer de port de pêche à station balnéaire à partir de 1975. L'arrière-pays : Dubédou, Pombiray, Desvarieux, est le domaine des cultures vivrières et des champs de canne à sucre. Une communauté multiethnique, composée d'immigrants venus d'Afrique, d'Inde et d'Europe, s'est mêlée aux descendants d'esclaves. Ces apports ont façonné une culture mosaïque et métisse, qui se reflète autant dans la physionomie des habitants actuels que dans les modes de vie de la grande majorité des Saint-franciscains. 
Saint-François a été le lieu de la « conférence de la Guadeloupe », une rencontre de 4 chefs d'État organisée à l'hôtel le Hamak et l'habitation le Maud'Huy, en janvier 1979, à l'initiative de Valéry Giscard d'Estaing pour la France avec Jimmy Carter pour les États-Unis, Helmut Schmidt pour la République fédérale d'Allemagne et James Callaghan pour le Royaume-Uni. Au cours de cette réunion, les quatre dirigeants concluent qu'il n'y a plus  moyen de soutenir le Shah d'Iran face à la révolte populaire de son pays.

## Politique et administration

### Rattachements administratifs et électoraux
La commune appartient à l'arrondissement de Pointe-à-Pitre et au canton de Saint-François, dont elle est le bureau centralisateur. Celui-ci a été modifié lors du redécoupage cantonal de 2014.
Pour l'élection des députés, Saint-François fait partie depuis 1988 de la deuxième circonscription de la Guadeloupe.

### Intercommunalité
La commune de Saint-François appartient à la communauté d'agglomération La Riviéra du Levant, créée en 2014 et qui regroupe 65 471 habitants en 2016, dans laquelle elle est représentée par huit conseillers.

### Liste des maires
| Période                                  | Période                       | Identité           | Étiquette              | Qualité |
| ---------------------------------------- | ----------------------------- | ------------------ | ---------------------- | --- |
| Les données manquantes sont à compléter. |                               |                    |                        | |
| 1945                                     | 1947                          | Alexandre Macal    | SFIO                   | |
| 1947                                     | 1989                          | Lucien Bernier     | SFIO puis DVG puis UDF | Avocat Sénateur de la Guadeloupe (1958 → 1968) Conseiller général de Saint-François (1949 → 1989) Président du conseil général (1973 → 1976 et 1979 → 1982)                                                                   |
| 1989                                     | mars 2008                     | Ernest Moutoussamy | PCG puis PPDG          | Professeur de collège Député de la Guadeloupe (2e circ. (1988 → 2002) Conseiller général de Saint-François (1989 → 1994) |
| mars 2008                                | juin 2020                     | Laurent Bernier    | UMP → LR puis DVD      | Chef d'entreprise Conseiller général (2001 → 2015) puis départemental de Saint-François (2015 → 2020) Ancien conseiller régional de la Guadeloupe (1998 → 2008) 2e vice-président de la CA La Riviéra du Levant (2014 → 2020) |
| 4 juillet 2020                           | 16 juillet 2024               | Bernard Pancrel,   | GUSR/LREM              | Avocat Conseiller régional de la Guadeloupe (2015 → 2024) 1er vice-président de la CA La Riviéra du Levant (2020 → 2024) Démissionné d'office                                                                                 |
| 16 juillet 2024                          | En cours (au 24 juillet 2024) | Jean-Luc Périan    | GUSR                   | Conseiller en insertion professionnelle, ancien adjoint au maire Conseiller départemental de Saint-François (2021 → ) 12e vice-président de la CA La Riviéra du Levant                                                        |

### Jumelages
- Tenerife (Espagne)
- Ouidah (Bénin) depuis 2007

## Population et société

### Démographie
L'évolution du nombre d'habitants est connue à travers les recensements de la population effectués dans la commune depuis 1961, premier recensement postérieur à la départementalisation de 1946. À partir de 2006, les populations de référence des communes sont publiées annuellement par l'Insee. Le recensement repose désormais sur une collecte d'information annuelle, concernant successivement tous les territoires communaux au cours d'une période de cinq ans. Pour les communes de plus de 10 000 habitants les recensements ont lieu chaque année à la suite d'une enquête par sondage auprès d'un échantillon d'adresses représentant 8 % de leurs logements, contrairement aux autres communes qui ont un recensement réel tous les cinq ans,.

En 2022, la commune comptait 13 249 habitants, en évolution de +1,18 % par rapport à 2016 (Guadeloupe : −2,67 %, France hors Mayotte : +2,11 %).
| 1961  | 1967  | 1974  | 1982  | 1990  | 1999   | 2006   | 2011   | 2016   |
| ----- | ----- | ----- | ----- | ----- | ------ | ------ | ------ | ------ |
| 6 254 | 5 789 | 5 593 | 6 972 | 7 987 | 10 659 | 13 424 | 14 953 | 13 095 |

| 2021   | 2022   | - | - | - | - | - | - | - |
| ------ | ------ | - | - | - | - | - | - | - |
| 13 004 | 13 249 | - | - | - | - | - | - | - |

### Enseignement
Comme toutes les communes de l'archipel de la Guadeloupe, Saint-François est rattaché à l'Académie de la Guadeloupe. La ville possède sur son territoire cinq écoles maternelles (Bourg, Bragelone, Dubédou, Les Raisins-Clairs et Pombiray) et huit écoles primaires (Bois-de-Vipart, Bourg, Bragelone, Christophe-Proto, Dubédou, Kawan, Pombiray ainsi que l'école de plein air Classe-de-Mer).
En ce qui concerne l'enseignement secondaire, la ville accueille le collège Alexandre-Macal tandis que les lycées les plus proches sont le lycée d'enseignement professionnel Louis-Delgrès au Moule et le lycée d'enseignement général Yves-Leborgne à Sainte-Anne.

### Sports

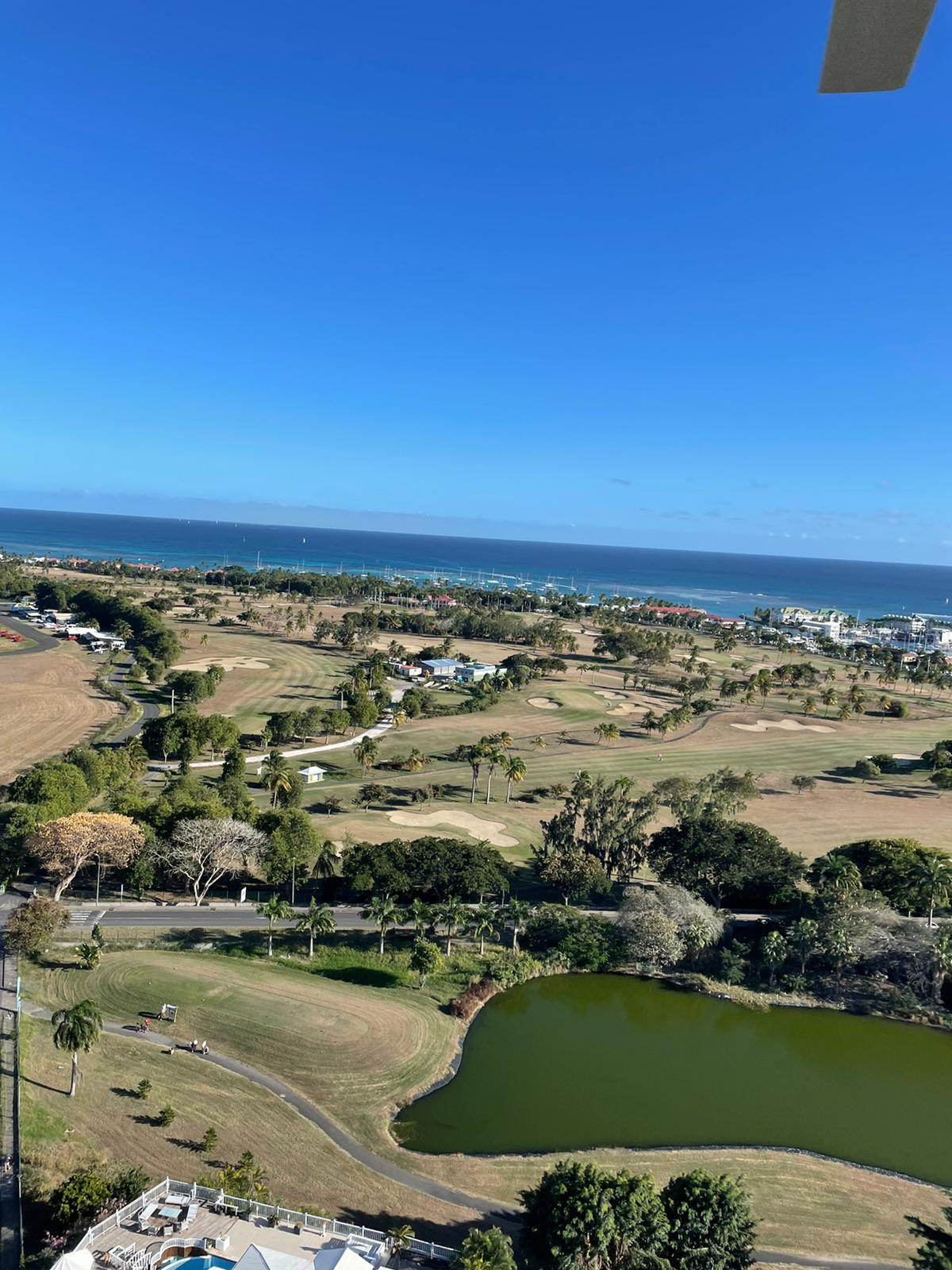
Lac du golf international de Saint-François (Guadeloupe), vue du ciel

La commune de Saint-François accueille sur son territoires les équipements sportifs suivants :
- Stade municipal François-Xavier Durimel des Raisins Clairs avec 1 200 places en tribunes ;
- Stade de rugby de Desvarieux ;
- Stade de Blonval ;
- Stade de Zévallos ;
- Golf international de Saint-François signé Robert Trent Jones Jr. ;
- Salles multisports ;
- Haras de Saint-François ;
- La base nautique du Haut du Bourg.

Les clubs sportifs de Saint-François sont :
- Club Sport de Saint-François Omnisports fondé en 1948, football, handball, athlétisme ;
- FC Saint-François, football ;
- Pédale du Levant (PDL), créé en 1948, cyclisme ;
- Association cycliste du Levant (ACL), créée en 2000, cyclisme ;
- Gwada-Bikers 118, cyclisme ;
- Les Amis du vélo, cyclisme corporatif ;
- l'AS Bessot, cyclisme fédératif ;
- Rugby Club de Saint-François ;
- Seven Futsal Club, club de futsal (« football en salle ») fondé en 2016;
- l'Infini Handball Club créé en 2021.

## Économie

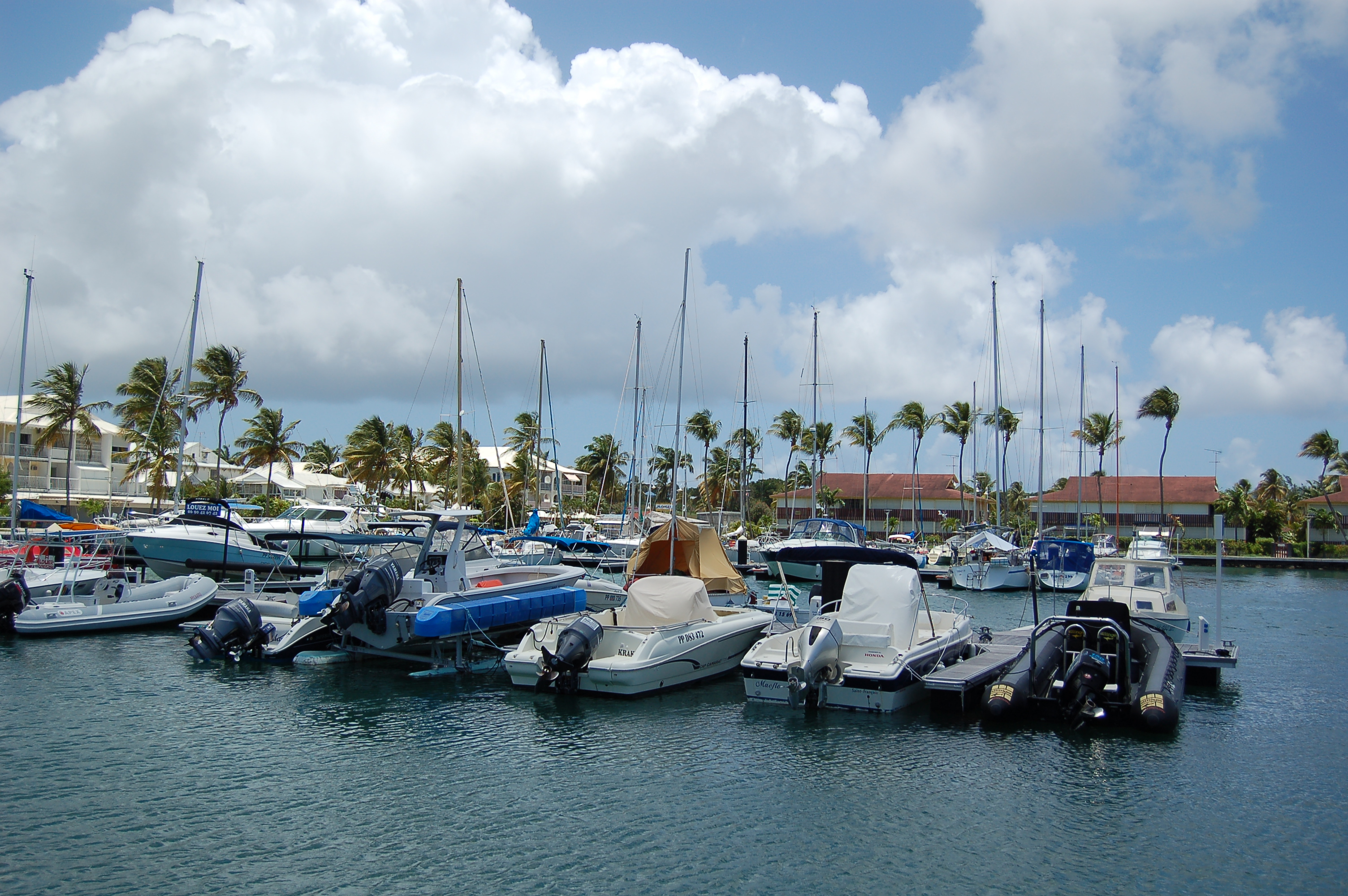
La marina de Saint-François.

### Tourisme
La commune de Saint-François est reconnue pour son dynamisme touristique, notamment grâce à ses complexes hôteliers, ses locations meublées, ses résidences touristiques et autres gîtes, ainsi que ses restaurants. La commune est également dotée d'un aérodrome, d'un golf international de dix-huit trous, d'une marina moderne, d'un casino et d'une base nautique.

### Agriculture et pêche
L'agriculture et la pêche sont des secteurs économiques clés de la commune de Saint-François. L'agriculture, principalement maraîchère, est destinée principalement à la consommation locale. La pêche, quant à elle, est également très importante et le port de pêche de Saint-François est le deuxième de l'archipel quant au nombre de marins-pêcheurs. Le port est également utilisé pour le transport de passagers vers les îles de la Désirade, Marie-Galante et Les Saintes.

### Énergies renouvelables
La commune abrite le parc de Saint-François, qui combine l'énergie solaire et l'énergie éolienne. Ce parc joue un rôle important dans la transition énergétique de la Guadeloupe vers des sources d'énergie durables et renouvelables. En 2020, des travaux de modernisation ont été réalisés sur le parc éolien de Fonds Caraïbes, exploité par TotalEnergies, afin d'augmenter sa capacité de production (repowering).

## Culture locale et patrimoine

### Lieux et monuments
- Le grand site national classé de la Pointe des Châteaux, avancée rocheuse qui constitue l'extrémité atlantique de Grande-Terre et que domine une haute croix faisant face à l'océan.
- L'Îlet à Gourde
- La capitainerie à la pointe des Pies
- L'église de Saint-François-d'Assise de Saint-François. Elle est inscrite à l'Inventaire général du patrimoine culturel[26]. L'église est dédiée à saint François d'Assise.
- La chapelle Notre-Dame de la Baie Olive (vue panoramique sur la partie nord du littoral).
- Les cimetières traditionnels de Cayenne (bourg) et des Raisins Clairs.
- L'indigoterie de l'Anse des Rochers à la Pointe des rochers et le moulin de Chassaing inscrits aux monuments historiques[27], tout comme l'Habitation le Maud'Huy (qui a également accueilli les chefs d'État lors des déjeuners de la conférence de la Guadeloupe)[28].
- Le site archéologique des Caraïbes[Quoi ?].

Saint-François est particulièrement renommé pour ses plages, qui constituent l'essentiel de l'activité touristique de la commune. Parmi ces plages, se trouvent : 
- Plage des Raisins Clairs, l'une des plus célèbres de la Guadeloupe
- Plage du Lagon
- Plage de la Coulée
- Anse à la Gourde
- Plage de l'Anse Champagne,
- Anse à la Barque
- Plage des Salines
- Anse Tarare (nudisme autorisé)
- Anse du Mancenillier
- Anse à l'Eau
- Plage de la Pointe des Châteaux
- La douche (l'Anse à Chaud)
- Plage du Haut du Bourg (base nautique)

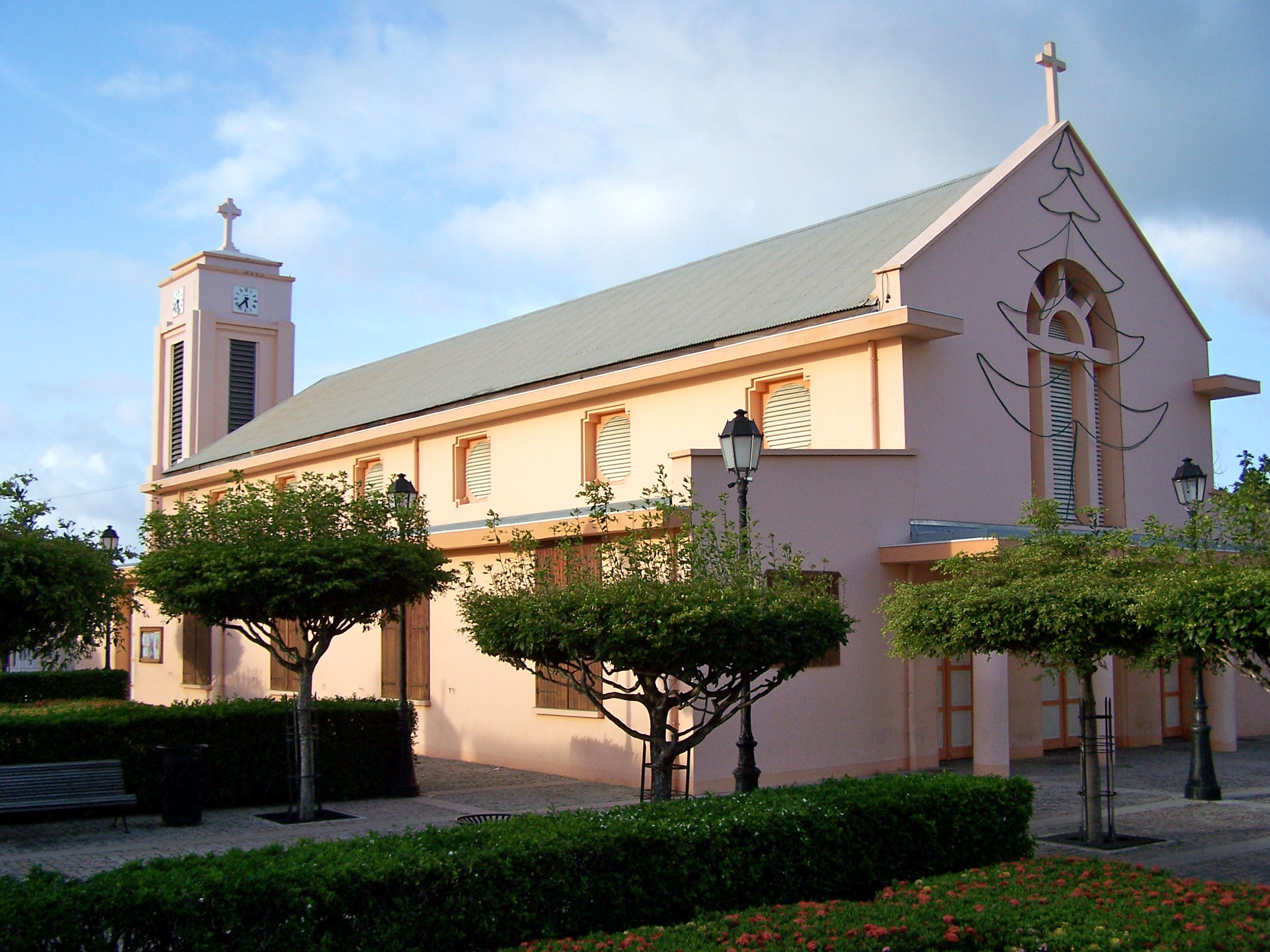
L'église de Saint-François.
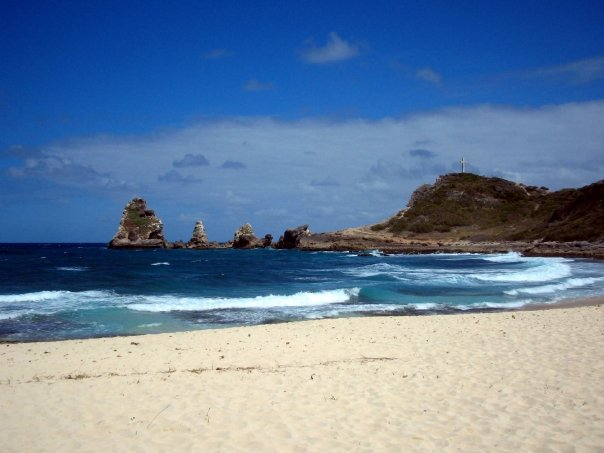
La pointe des châteaux à Saint-François.
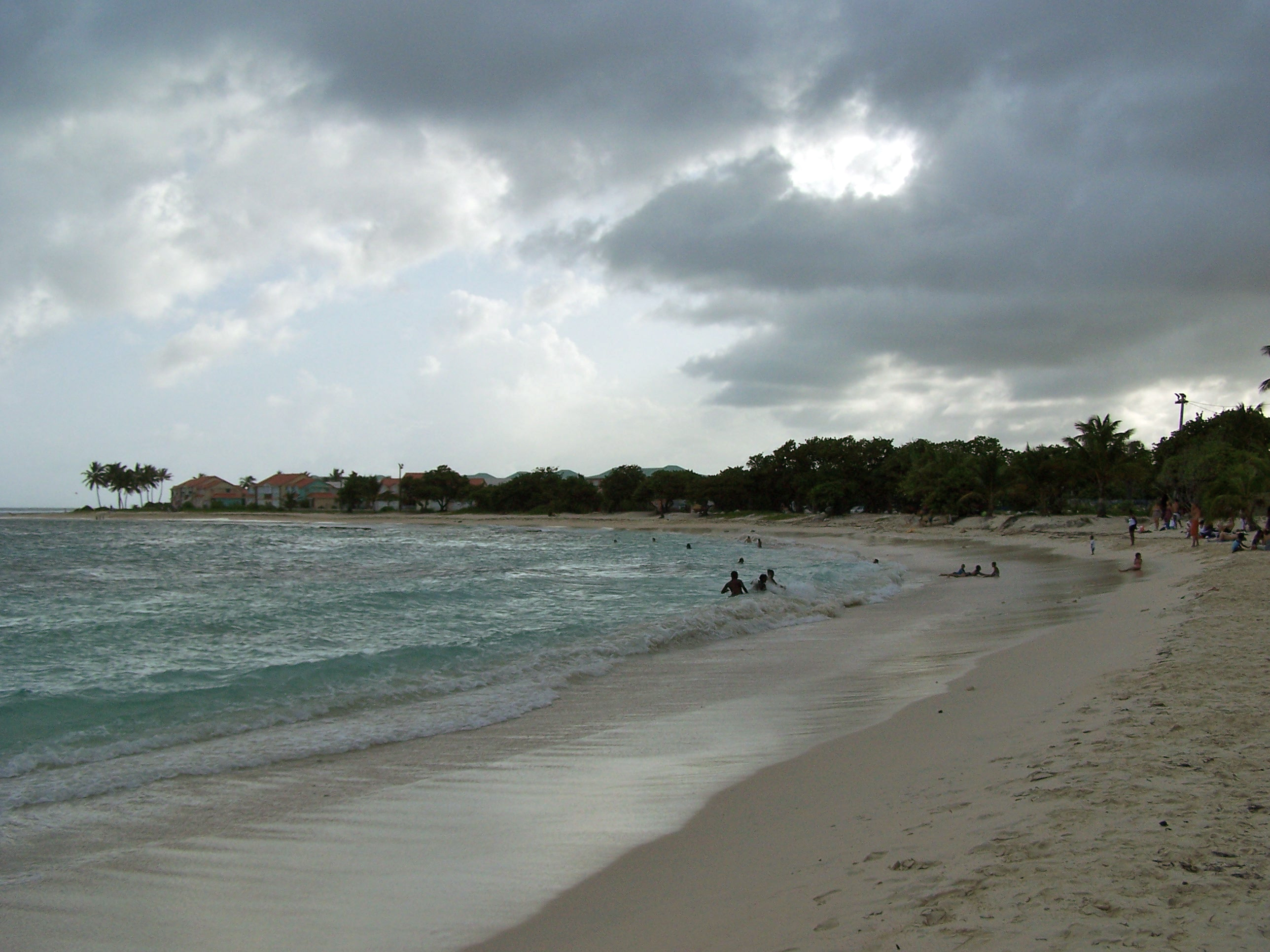
La plage des Raisins Clairs.
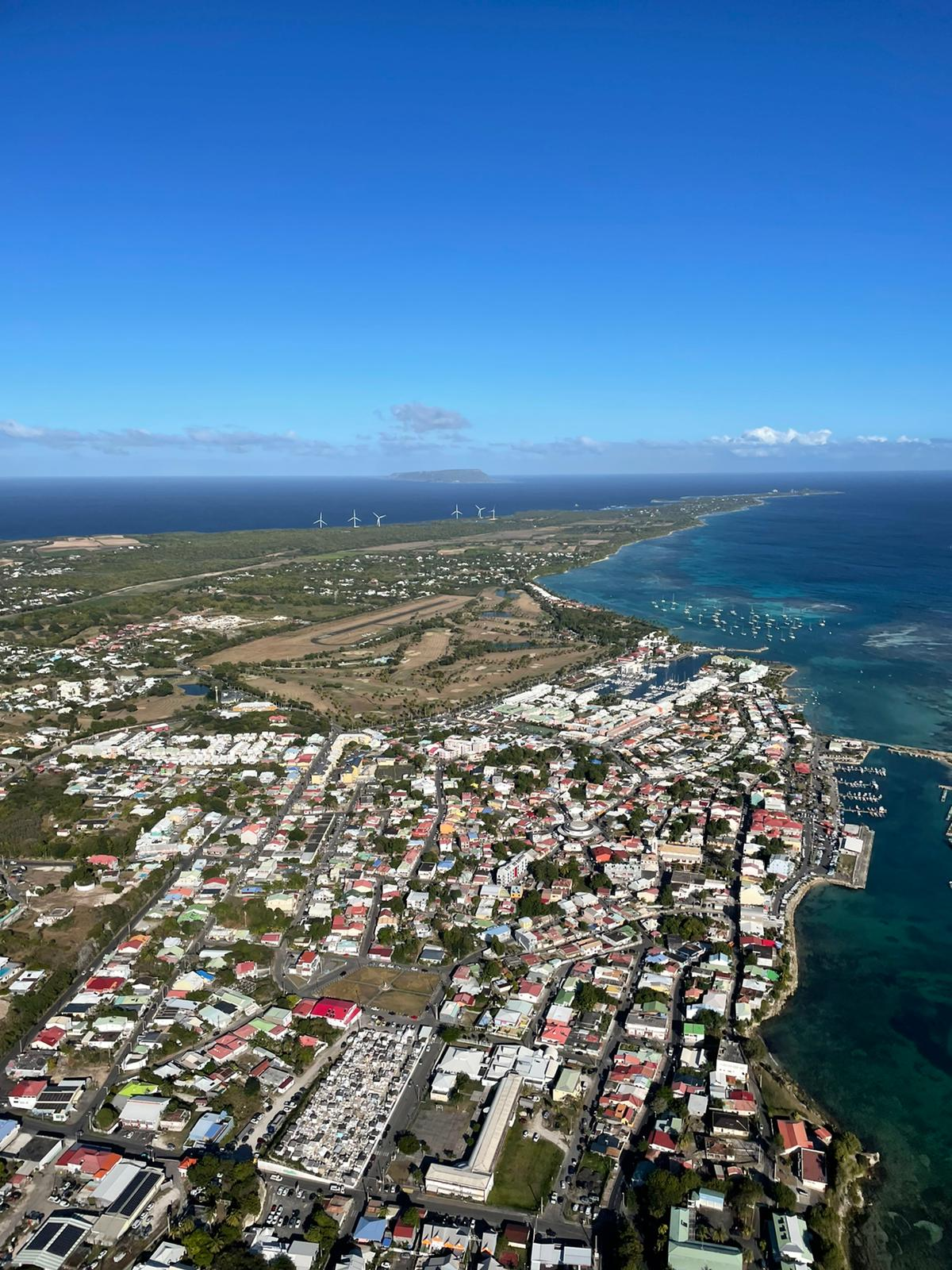
Saint-François vue du ciel 1.

Les activités culturelles traditionnelles de Saint-François sont le marché nocturne hebdomadaire du mardi soir (tenu sur la place de la Rotonde) et surtout la grande parade carnavalesque nocturne annuelle du Lundi gras, réputée dans toute l'île avec celle de Basse-Terre. 
La commune a une salle de spectacle : La Rotonde des Arts.

### Personnalités liées à la commune
- Lucien Bernier, maire de 1947 à 1989, président du conseil général, sénateur de la Guadeloupe
- Ernest Moutoussamy, maire de 1989 à 2008, député
- Véronique de la Cruz, élue Miss France en 1993.
- Guy Houllier, leader d'Expérience 7 et de Zouk Machine
- Christiane Obydol, chanteuse de Zouk Machine
- Jacob Desvarieux, leader, compositeur-interprète et guitariste de Kassav
- David Astorga, journaliste sportif à l'émission Téléfoot sur TF1.
- Léo Grasset, vidéaste, auteur de DirtyBiology